# Dearing (Georgie)
Dearing je město v okrese McDuffie County ve státě Georgie ve Spojených státech amerických. V roce 2020 zde žilo 529 obyvatel a s celkovou rozlohou 2,1 km² byla hustota zalidnění 247,8 obyvatel na km².

## Demografie
Podle sčítání lidu v roce 2000 zde žilo 441 obyvatel, 178 domácností a 126 rodin. V roce 2011 zde žilo 252 mužů (45,9 %) a 297 žen (54,1 %), průměrný věk obyvatele byl 41 let.